# Kutilkovití
Kutilkovití (Sphecidae) je čeleď hmyzu z řádu blanokřídlí (Hymenoptera) a podřádu štíhlopasí (Apocrita) patřící mezi včely (Apoidea – včelotvaří). Někdy čeleď kutilkovití nebývá odlišována a zástupci bývají řazeni pod sršňovité (Vespidae).

## Charakteristika čeledi
Biologie této čeledi je rozmanitá. Většina druhů kutilkovitých žije samotářsky, některé tvoří kolonie (soustředěné větší množství hnízd), jejichž členové si vzájemně vypomáhají při společné obraně hnízdiště, ale nejsou zde zastoupeny druhy se složitější dělbou práce jako u mravenců, sršní a společenských druhů včel. Charakteristický zadeček na dlouhé stopce má mnoho druhů kutilek, někteří zástupci se svým vzhledem ale podobají více vosám. Larvy jsou masožravé, dospělci se většinou živí nektarem, krvomízou a medovicí. Pro své larvy loví pavouky, šváby, kobylky, mravence, cvrčky, strašilky, kudlanky, housenky motýlů a různé larvy. Kořist ochromují či zabíjejí žihadlem. Kutilkovití mají dobře vyvinutá kusadla, která používají k lovu i ke stavbě hnízd. Hnízda si vyhrabávají v zemi, některé druhy kladou vajíčka přímo do hnízda, některé nejdříve do hnízda vsunou omráčenou kořist a na ní nakladou vajíčko. Larva svého hostitele postupně vyžírá a nakonec usmrtí.

## Zástupci
- kutilka asijská Sceliphron curvatum
- kutilka chlupatá Podalonia hirsuta
- kutilka obecná Sphex funerarius
- kutilka písečná Ammophila sabulosa

## Galerie

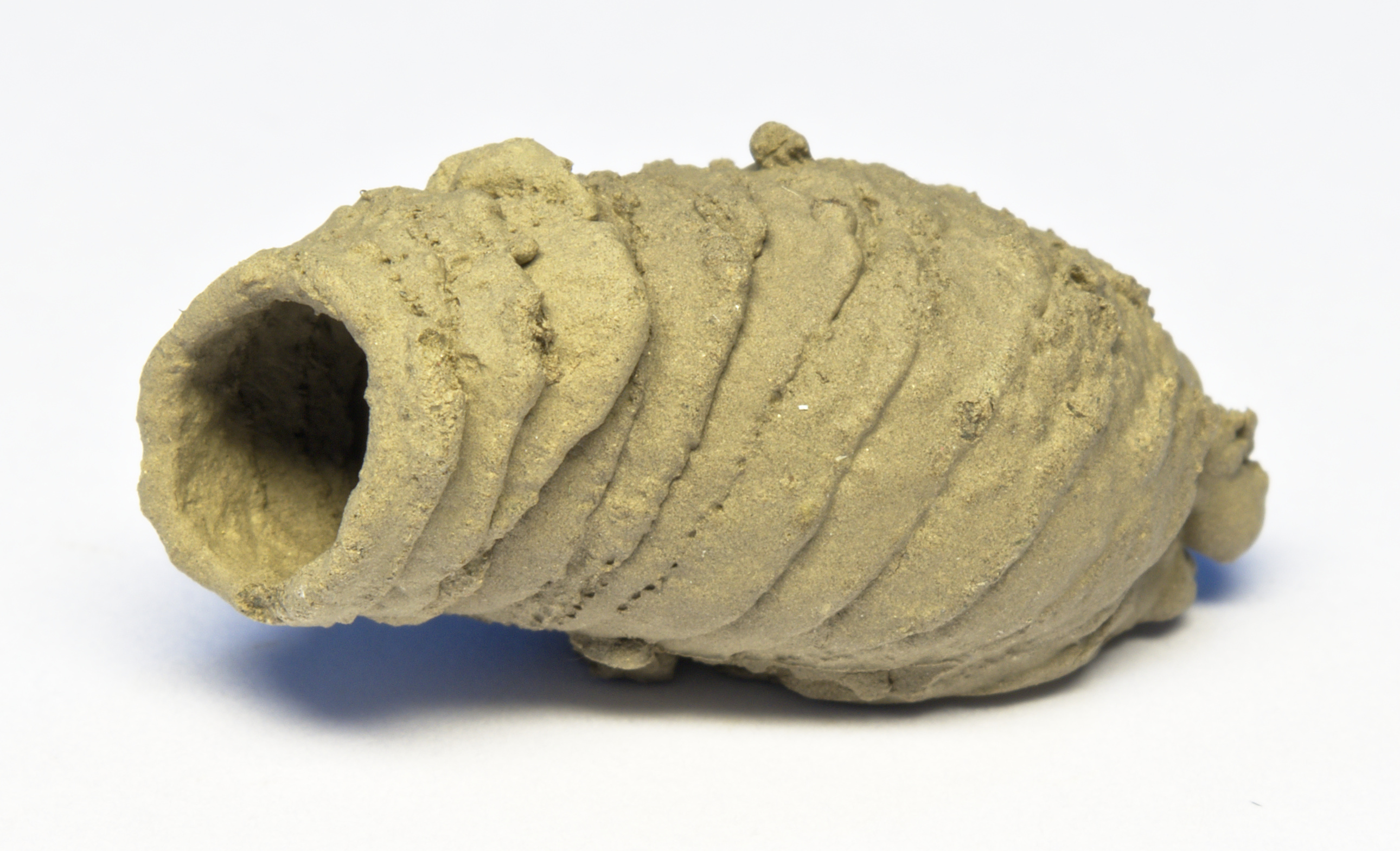
Hnízdo Sceliphron curvatum postavené z bláta je připravené k nakladení vajíčka a naplnění potravou (například pavouky).
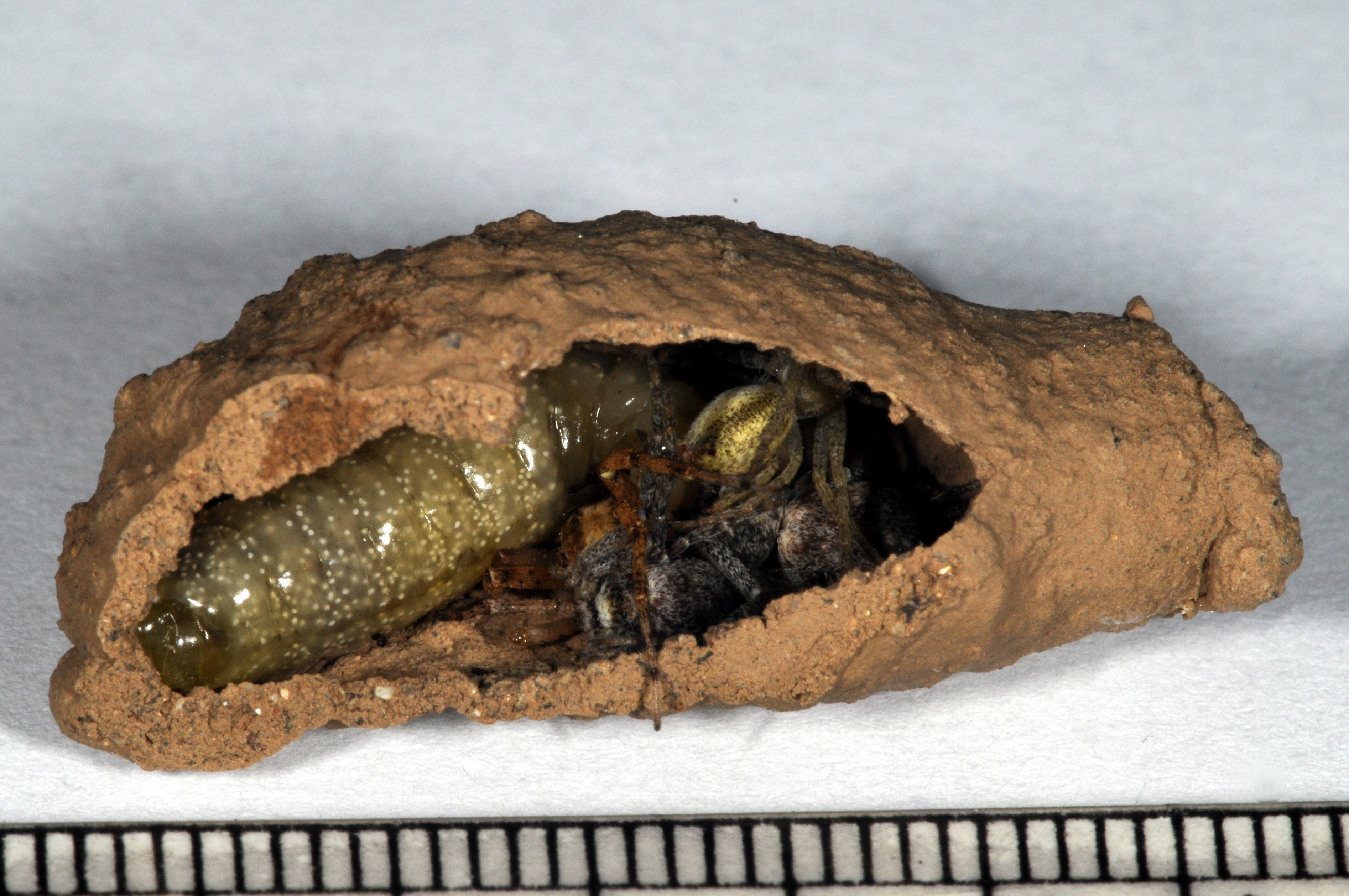
Larva a pavouci sloužící jako potrava v hnízdě kutilky asijské Sceliphron curvatum.